# Wadim Kożewnikow
Wadim Michajłowicz Kożewnikow (ros. Вадим Михайлович Кожевников, ur. 9 kwietnia?/22 kwietnia 1909 w Togurze, zm. 20 października 1984 w Moskwie) – radziecki pisarz i dziennikarz.

## Życiorys
Od 1925 mieszkał w Moskwie, w 1933 ukończył studia na Wydziale Literacko-Etnologicznym Moskiewskiego Uniwersytetu Państwowego im. Łomonosowa, pracował jako dziennikarz i korespondent. W 1940 został członkiem Związku Pisarzy ZSRR, podczas wojny z Niemcami pracował w prasie frontowej, był korespondentem „Prawdy”, a 1947–1948 redaktorem działu literatury i sztuki „Prawdy”, w 1949 został redaktorem naczelnym pisma „Znamia”. Od 1943 należał do WKP(b). 
Publikował od połowy lat 20., w 1939 wydał zbiór opowiadań Nocznyj Razgowor i powieść Stiepnoj Pochod, a w 1941 powieść Groznoje Orużije. Po wojnie napisał m.in. Znakomtieś, Bałujew! (1960), Tarczę i miecz (1965) – powieść zekranizowaną w 1968 przez Władimira Basowa i powieść Osoboje Podrazdielenije (1969), za którą otrzymał w 1971 Nagrodę Państwową ZSRR. W 1966 został deputowanym do Rady Najwyższej ZSRR, od 1967 był sekretarzem Zarządu Związku Pisarzy ZSRR, w 1981 jako delegat uczestniczył w XXVI Zjeździe KPZR.

## Odznaczenia i nagrody
- Medal Sierp i Młot Bohatera Pracy Socjalistycznej (27 września 1984)
- Order Lenina (dwukrotnie)
- Order Rewolucji Październikowej
- Order Wojny Ojczyźnianej I klasy (dwukrotnie)
- Order Czerwonego Sztandaru Pracy (dwukrotnie)
- Order Czerwonej Gwiazdy
- Nagroda Państwowa ZSRR

I medale.